# Julio María Sanguinetti
Julio María Sanguinetti Coirolo (Montevideo, 6 gennaio 1936) è un politico, avvocato e giornalista uruguaiano.
Ricoprì l'incarico di presidente dell'Uruguay per due mandati: dal 1º marzo 1985 al 1º marzo 1990 e dal 1º marzo 1995 al 1º marzo 2000.

## Biografia
Discendente di una famiglia italiana originaria della cittadina ligure di Chiavari, Sanguinetti compì gli studi nella capitale uruguaiana, laureandosi in giurisprudenza e scienze sociali presso l'Università della Repubblica nel 1961. Editorialista del locale quotidiano Acción, nel 1959 si recò a Cuba per raccontare la vittoria della rivoluzione castrista. Nel 1960 entrò nel Partito Colorado e tre anni dopo fu eletto deputato per il dipartimento di Montevideo.
Nel 1969 fu nominato dal presidente Jorge Pacheco Areco ministro dell'Industria e del Commercio, incarico che ricoprì sino al 1971 quando fu messo a capo della Missione Commerciale Uruguaiana in Unione Sovietica. L'anno seguente dopo il neo-presidente Juan María Bordaberry assegnò a Sanguinetti il dicastero dell'Educazione e della Cultura. Con l'istituzione della dittatura civile-militare, egli fu estromesso da ogni incarico governativo e dal 1976 gli fu proibita ogni attività politica. Sanguinetti si dedicò così al giornalismo e allo sport, ricoprendo la vicepresidenza del Club Atlético Peñarol.
Riottenuti i diritti politici nel 1981, Sanguinetti guidò la delegazione del Partito Colorado nei colloqui con i militari che si susseguirono negli anni successivi e si conclusero con gli accordi del circolo nautico del 3 agosto 1984. Nelle elezioni generali dello stesso anno, le prime libere dopo il colpo di stato del 1973, Sanguinetti vinse sconfiggendo il candidato del blanco Alberto Zumarán. Immediatamente dopo il suo insediamento ordinò la liberazione dei detenuti politici e negli anni successivi riallacciò le relazioni diplomatiche con i paesi comunisti e con la Spagna.
Dal 1991 è editorialista dell'agenzia di stampa spagnola EFE e del quotidiano El País di Madrid. È anche editorialista per il quotidiano uruguaiano El País e per quello argentino La Nación.